# Hernando Gómez Buendía
Hernando Gómez Buendía (Armenia, 1945) es un académico, periodista y activista político colombiano, Director y Editor General de la revista Razón Pública. Es filósofo, economista y abogado de la Universidad Javeriana, sociólogo de la Universidad Nacional de Colombia, M.A. en economía, M.Sc. y Ph.D. en sociología y sociología rural de la Universidad de Wisconsin.

## Biografía
Profesor en las universidades Nacional, Javeriana, de Wisconsin y de Pittsburgh, director académico de la Escuela Virtual del PNUD para América Latina, investigador de centros de estudio como la Fundación para la Educación Superior y el Desarrollo FEDESARROLLO y el World Institute for Development Economics Research WIDER, Secretario General del Partido Liberal Colombiano, asesor y consultor de gobiernos y de varias agencias del Sistema de las Naciones Unidas en las áreas de seguridad ciudadana, análisis de conflicto, gobernabilidad, desarrollo humano,  diálogo democrático y políticas sociales. Ha escrito extensamente sobre política, economía y sociedad en Colombia. Fue subdirector de FEDESARROLLO.
Autor o coautor de 38 libros publicados en distintos países, así como de numerosos artículos en revistas académicas. Ha dirigido varios informes de desarrollo humano del PNUD, entre ellos el de Colombia 2003 "El Conflicto, Callejón con Salida”. y el de Centro América 2010-2011 "sobre seguridad ciudadana".
Ganador del premio Simón Bolívar al mejor columnista de Colombia, en 2004 fue difamado y silenciado por un supuesto autoplagio (ver el relato completo de los hechos, según los periodistas Mario Jursich en la revista El Malpensante y Francisco Cajiao en el periódico El Tiempo, pero hoy escribe regularmente para Razón Pública, El Espectador y El Malpensante.

## Activismo político
Entre los años 1980 y 1990, Gómez Buendía estuvo vinculado al Partido Liberal Colombiano. Su trayectoria incluyó el cargo de director del Instituto de Estudios Liberales, un centro de pensamiento desde donde hizo aportes a la modernización de la política; director de la campaña presidencial de Virgilio Barco(1986) y secretario general del Partido entre 1986 y 1992. En 1992 fue jefe de debate de la campaña de Jaime Castro a la Alcaldía Mayor de Bogotá y consejero durante su gobierno, entre el citado año y 1994.
En octubre de 1990 un grupo de periodistas le envió una carta al expresidente Alfonso López Michelsen para pedirle que incluyera a Gómez Buendía en la lista liberal a la Asamblea Nacional Constituyente. Finalmente la lista unitaria del Partido Liberal no se pudo formar, Gómez Buendía se presentó como candidato independiente y no resultó elegido.
A raíz del Proceso 8.000 sobre la filtración de dineros del narcotráfico en la elección de Ernesto Samper Pizanocomo presidente de la República, Gómez Buendía se convirtió en uno de los críticos más incisivos del gobierno y durante años mantuvo el debate desde su columna del diario El Tiempo. Este episodio puso punto final a su vinculación con el Partido Liberal porque "el fracaso del liberalismo es muy grande: sigue siendo una federación de caciques electorales que representan el país premoderno. No fue posible modernizar al Partido Liberal y hoy está viviendo del discurso de dos personas: Jorge Eliécer Gaitán y Luis Carlos Galán. Ambos traicionados por el Partido Liberal".
Entre 2000 y 2002, junto con Carlos Vicente de Roux, Rocío Londoño, María Victoria Duque y Luis Carlos Restrepo promovió el movimiento Alternativa Política Colectiva, un proyecto que trataba de aunar las diversas corrientes progresistas y los más destacadas políticos independientes, entre ellosAntanas Mockus, Antonio Navarro, Noemí Sanín y Gustavo Petro. Este movimiento acabó por disolverse a raíz de la polarización que produjo la candidatura de Álvaro Uribe Vélez en las elecciones presidenciales de 2002.
En enero de 2006, Gómez Buendía fue invitado a ser parte de la lista del Partido Visionario al Congreso de la República. Bajo la conducción de Antanas Mockus, esta lista formuló como propuesta principal que "en vez de ofrecer más leyes, necesitamos menos leyes que sean claras y se cumplan; el próximo Congreso debe dedicarse al control político para lo cual se necesitan personas preparadas, estudiosas y sin ataduras con las maquinarias ni con los intereses privados de algún grupo". La lista, sin embargo, no obtuvo los votos necesarios para obtener alguna curul en el Congreso.

## Periodismo
Desde 1992 comentó los hechos políticos y económicos en su columna semanal El Uso de Razón que se publicó hasta 2000 en el periódico El Tiempo de Bogotá.
El 31 de julio de 2000 fue contratado por la Semana como columnista y asesor editorial. El rigor analítico convirtió la columna en una de las más leídas del país, desde donde Gómez se distinguió por sus críticas insistentes al autoritarismo que en su opinión caracterizaba al gobierno de Álvaro Uribe Vélez.
En octubre de 2004 recibió el Premio Nacional de Periodismo Simón Bolívar en la categoría de periodista del año.

## Libros y publicaciones
Gómez Buendía ha publicado numerosos artículos en revistas científicas o académicas. Entre sus libros se incluyen La Tierra en el Mercado Pirata de Bogotá, Bogotá, Impresa Editorial, 1976 (coautor); Familia y Consumo en la Ciudad Colombiana, Bogotá, Impresa Editorial, 1977 (coautor); Alfonso López Michelsen, Un Examen Crítico de su Pensamiento y su Obra de Gobierno, Bogotá, Tercer Mundo, 1978; La Pequeña y Mediana Industria en el Desarrollo Colombiano, Bogotá, La Carreta, 1979 (coautor); Finanzas Universitarias en Colombia; Pasado, Presente y Futuro, Bogotá, Impresa Editorial, 1983; Organización y conflicto en la Administración Pública; El Caso de la Educación Primaria, Ottawa, IDRC, 1984 (coautor); Sindicalismo y Política Económica, Bogotá, CEREC, 1986 (coautor); Urban Crime: Global Trends and Policies, Hong Kong, United Nations University, 1989 (coautor); El Liberalismo al Banquillo, Bogotá, Canal Ramírez - Antares, 1989; Laying the Foundation; The Institutions of Knowlwedge in Developing Countries, Ottawa, IDRC, 1994; The Limits of the Global Village; Globalization, Nations and the State, Helsinki, WIDER, 1995; The Elusive Miracle: Latin America in the 1990s, Helsinki, WIDER,1996; 37 Modos de Hacer Ciencia en América Latina, Bogotá, Tercer Mundo – Colciencias, 1997 (coautor).
En 1998 se publicó el Informe de Naciones Unidas dirigido por Gómez Buendía, “Educación, la agenda del siglo XXI : hacia un desarrollo humano” (Bogotá, Tercer Mundo) donde casi medio centenar de especialistas colaboraron para formular una propuesta integral y ambiciosa en la materia.
En 1999 Gómez edita ¿Para dónde va Colombia? (Tercer Mundo, varias ediciones) donde plantea la “hipótesis del almendrón” (“un colombiano es muy vivo pero dos colombianos son muy bobos”) y donde escriben entre otros ensayistas, Belisario Betancur, Alfonso López Michelsen, María Teresa Uribe y Luis Jorge Garay.
Entre 2002 y 2003 Gómez dirige el Informe Nacional de Desarrollo Humano, “El Conflicto, Callejón con Salida”, que entrevistó a más de cuatro mil personas y donde participó un gran número de especialistas. El Informe es uno de los estudios más completos, documentados y rigurosos que se han realizado acerca de las raíces, evolución, implicaciones y tratamientos o soluciones posibles a cada una de las varias dimensiones del complejo conflicto colombiano.El texto fue materia de intenso debate, pues el entonces presidente Álvaro Uribe públicamente censuró su tesis según la cual “en el conflicto colombiano todos somos perdedores”. La ONU lo distinguió con el Premio Mundial al Mejor Uso del Enfoque Participativo para la preparación de un Informe.
Entre 2004 y 2005 dirigió el Informe de Desarrollo Humano para Bogotá, uno de los estudios más comprensivos que se han hecho sobre la ciudad. De este proyecto se retira cuando, según informó El Tiempo, “Bruno Moro, el recién llegado representante de Naciones Unidas en Colombia, recibió la semana pasada una sorpresiva llamada del presidente Álvaro Uribe. La conversación se prolongó tanto –unos 30 minutos–, que algunos alcanzaron a pensar que se trataba de un largo saludo de bienvenida. Pero en realidad buena parte de la charla se dedicó a un reclamo del Presidente por una columna del colombiano Hernando Gómez Buendía, consultor de la ONU, publicada en el diario La Jornada, de México. La columna dice, entre otras cosas, que Uribe está destruyendo la democracia y que la mafia controla 10 de los 32 departamentos del país. La historia terminó en un comunicado en el que la ONU dice que la columna de Gómez Buendía no refleja la posición ni de Naciones Unidas ni del programa para el que el analista trabaja". Debido a este impasse la publicación final fue dirigida por el profesor Jorge Iván González.
Gómez continuó su trabajo fuera de Colombia y bajo su dirección en 2009 se publica el Informe Regional de Desarrollo Humano sobre la (in)seguridad ciudadana en Centroamérica donde se estudian de manera sistemática las causas, las políticas y las medidas necesarias para combatir el delito en la región más violenta del mundo.
Actualmente la actividad principal de Gómez Buendía es la dirección de la revista Razón Pública.